# Полкове
Полкове́ — село Хлібодарівської сільської громади Волноваського району Донецької області України. 

## Географія
Відстань до районного центру становить близько 21 км. За 2 км від села пролягає автошлях національного значення Н20 (Слов'янськ — Донецьк — Маріуполь). Неподалік від села розташований пасажирський залізничний зупинний пункт Полкове, за 12,9 км від села найближча залізнична станція Карань.
На північно-західній околиці села бере початок річка Полкова.

## Історія
17 липня 2020 року, в результаті децентралізації та ліквідації Анадольської сільської ради, село увійшло до складу Хлібодарівської сільської громади.

## Населення

### Мова
Розподіл населення за рідною мовою за даними перепису 2001 року:
| Мова            | Кількість | Відсоток |
| --------------- | --------- | -------- |
| українська      | 94        | 57.67%   |
| російська       | 67        | 41.10%   |
| інші/не вказали | 2         | 1.23%    |
| Усього          | 163       | 100%     |

За даними перепису 2001 року населення села становило 163 особи, з них 57,67 % зазначили рідною мову українську та 41,1 % — російську.